# Bahnhof Enna
Der Bahnhof Enna liegt in Zentralsizilien an der eingleisigen, elektrifizierten  Bahnstrecke Catania–Aragona Caldare, an dem alle Personenzüge halten. Von den zwanzig täglichen Abfahrten gibt es auch eine Direktverbindung der Verbindung Palermo–Catania. Er wird vom Rete Ferroviaria Italiana (RFI) bewirtschaftet.

## Geschichte
Der Bahnhof wurde im Zuge des Baus der Bahnstrecke Catania–Agrigent nördlich der Stadt Enna errichtet, damals noch mit der Bezeichnung Castrogiovanni, wie die Stadt bis 1926 hieß. Weil die Bahnstrecke Messina–Fiumetorto noch nicht fertiggestellt war, lief der gesamte Schienenverkehr statt entlang der Nordküste über das Hinterland und damit über den Bahnhof Enna.

## Lage
Weil die Kleinstadt Enna auf einem 1000 Meter hohen Bergplateau liegt, das von etwa 600 bis 650 Meter hohem Gelände umgeben ist, befindet sich auch der Bahnhof auf nur 600 Höhenmetern etwa zweieinhalb Kilometer von der Stadtbebauung entfernt. Es gibt aber regelmäßigen Buspendelverkehr. Seit 1927 heißt die Bebauung rund um den Bahnhof auch Stazione di’Enna. Neben der südlich gelegenen Stadt Enna mit seinen Studentenströmen profitiert auch das nordwestlich gelegene Calascibetta sowie das seit den 1990er Jahren entstandene Industriegebiet von Enna vom Bahnhof.
Die räumliche Enge im Tal erlaubte nur eine mäßig große Anlage von Gleisen. Neben dem überdachten Hausbahnsteig und dem ebenfalls überdachten Inselbahnsteig gibt es nur noch ein weiteres Durchfahrtgleis, das aber heute nicht mehr benutzbar ist. Von den ehemals vier Güterzuggleisen auf der Seite des Bahnhofsgebäudes sind nur noch zwei in Gebrauch.
Das zweistöckige, heute viel zu große Bahnhofsgebäude beherbergt seit einigen Jahren auch das größte sizilianische Busunternehmen SAIS Bus SpA, das in den 1930er Jahren gegründet worden war. Der nördlich gelegene Lokschuppen wird seit dem Ende der Dampfära nicht mehr als solcher benutzt. Der Mittelbahnsteig kann durch eine Unterführung erreicht werden.

## Infrastruktur
Die Serviceleistung am Bahnhof umfasst einen Fahrkartenschalter, Warteräume und eine behindertengerechte Toilettenanlage. Die Sicherheit ist durch Videoüberwachung und personelle Präsenz sichergestellt. Vor dem Bahnhofsgebäude befindet sich ein Busbahnhof.

## Einzelnachweis
1. ↑  Internetpräsenz der Regionalverwaltung mit Foto des Empfangsgebäudes